# Deutsche Schwimmmeisterschaften 1928
Die 43. Deutschen Meisterschaften im Schwimmen fanden im Jahr 1928 statt.
| Disziplin          | Männer                                                      | Männer                | Männer | Frauen           | Frauen               | Frauen |
| Disziplin          | Name                                                        | Verein                | Zeit   | Name             | Verein               | Zeit   |
| ------------------ | ----------------------------------------------------------- | --------------------- | ------ | ---------------- | -------------------- | ------ |
| 100 m Freistil     | Karl Schubert                                               | Borsil Breslau        |        | Reni Erkens      | Amateur Oberhausen   |        |
| 200 m Freistil     | Herbert Heinrich                                            | Poseidon Leipzig      |        |                  |                      |        |
| 400 m Freistil     | Friedel Berges                                              | DSW 1912 Darmstadt    |        | Dorle Schönemann | Blauweiß Dresden     |        |
| 1500 m Freistil    | Walter Handschuhmacher                                      | SV Westfalen Dortmund |        |                  |                      |        |
| 200 m Brust        | Erich Rademacher                                            | SC Hellas Magdeburg   |        | Lotte Mühe       | Hildesheimer SV 1899 |        |
| 100 m Rücken       | Ernst Küppers                                               | SV Viersen            |        | Anni Rehborn     | Blau-Weiß Bochum     |        |
| 4 × 100 m Freistil | Werner Gruß, Walter Ahrend, Albert Schumburg, Helmut Gebert | SC Hellas Magdeburg   |        |                  |                      |        |